# Felipe Martín
Juan Felipe Martín Martín conosciuto come Felipe Martín (La Orotava, 4 febbraio 1954) è un ex calciatore spagnolo di ruolo difensore e attaccante.

## Biografia
Anche suo figlio Jonay Martín Abreu è stato un calciatore professionista, ha disputato la Liga spagnola con il Tenerife nella stagione 1998-1999.

## Caratteristiche tecniche
Il percorso calcistico di Felipe Martín fu particolare, in quanto egli iniziò la sua carriera da attaccante, per poi essere spostato nel 1977, a 23 anni, al centro della difesa nel ruolo di libero, dal tecnico Miguel Muñoz.

## Carriera
Martín iniziò a giocare nel Club Deportivo Tenerife, nel 1971, nella Segunda División spagnola. Esordì a 17 anni, il 19 settembre 1971 contro il Pontevedra CF (partita esterna, persa per 1-0). Il suo allenatore era Francisco García Verdugo.
Dopo due stagioni con il Tenerife, in cui collezionò 61 presenze totali e 6 gol, nel 1973 Martín  si trasferì per quattro milioni di pesetas a un altro club delle Canarie, il Las Palmas, che giocava nella Primera División.
Martín debuttò nella massima serie spagnola il 9 settembre 1973, contro il Real Oviedo, (partita in trasferta, persa per 1-0). L'allenatore era Pierre Sinibaldi. 
Disputò quattro stagioni nelle quali non trovò molto spazio nel Las Palmas, anche perché in quel periodo fu impiegato nel servizio militare obbligatorio, che coincise con la Marcia verde in Marocco. Nel 1976 fu ceduto in prestito per una stagione al Club Deportivo San Andrés, in Segunda División, per ritrovare il ritmo partita. La stagione si concluse con la retrocessione del club, però a livello individuale Martín ebbe la possibilità di giocare 26 partite di campionato, tutte da titolare, realizzando anche un gol, il 13 marzo 1977, contro il Getafe.
Rientrato al Las Palmas, Martín trovò maggiore spazio in squadra, anche grazie al cambio di ruolo da attaccante a libero. Il tecnico Muñoz aveva una carenza di difensori e notando in Martín delle caratteristiche utili nel suo stile di gioco, iniziò a schierarlo al centro della difesa. Da quel momento la carriera di Martín visse una svolta si affermò come un calciatore importante del Las Palmas e del panorama calcistico spagnolo in generale. Nel 1977 disputò per la prima volta la Coppa UEFA, esordendo contro il FK Sloboda Tuzla e arrivò in finale di Coppa del Re, persa contro il Barcellona.
Nel 1978, fu convocato per la prima volta con la Nazionale spagnola. Esordì il 29 marzo contro la Norvegia, in amichevole allo stadio El Molinón di Gijón, subentrando all'88º minuto a Quini. Nel 1979 scese in campo in altre due occasioni con la Spagna, contro la Cecoslovacchia e la Romania, portando a 3 il suo numero di presenze complessive.

Nel 1983, dopo una lunga permanenza nella Liga, il Las Palmas retrocesse in seconda serie. Ciononostante, Martín restò al Las Palmas. Tornò in Primera División due stagioni dopo, vincendo il campionato sotto la guida di Roque Olsen.
Nel 1987, dopo quattordici stagioni al Las Palmas (intervallate dall'anno in prestito al San Andrés), Martín si trasferì all'UD Orotava, club della sua città natale, dove si ritirò nel 1989.

## Palmarès

### Club

#### Competizioni nazionali
- Segunda División spagnola: 1

Las Palmas: 1984-1985